# Guillaume Werle
Guillaume Werle es un escultor belga-estadounidense, nacido en Bruselas el año 1968.

## Vida y obras
Guillaume Werle está instalado en Montrouge desde hace muchos años. 
Creó para la square La Fontaine, frente al conservatorio de Montrouge, una escultura en bronce que representa a un hombre joven tocando la flauta travesera. A petición de la villa de Montrouge igualmente creó un Trofeo en homenaje a Coluche: la Salopette d'Or en 1996; En 2011 en conmemoración del 25 aniversario de la muerte de Coluche, Guillaume Werle instaló una escultura encargada por la villa de Montrouge: " A COLUCHE ". Esta obra fue inaugurada oficialmente el 14 de junio de 2011. Está instalada en la Plaza de la liberación, frente a la sala de espectáculos de la localidad.